# Prava žena (televizijska serija)
Prava žena hrvatska je telenovela autora Jelene Veljače, Nataše Buljan i Mila de Grisogona. Serija je sa snimanjem počela u proljeće 2016., a emitirala se na RTL Televiziji od 4. rujna 2016. do 2. ožujka 2017.

## Radnja
Glavni lik priče je Nikola Bogdan (Filip Juričić). Nezreo, simpatičan, ne uspjeva pohvatati konce života. Razveden je od supruge odvjetnice Aleksandre (Iva Mihalić), s kojom ima kćer tinejdžericu Maju (Kristina Jovanović). Maja je muškobanjasta, oblači se muški, trenira hokej. Nesretno je zaljubljena u najpopularnijeg dječka u klubu Harija (Domagoj Janković), koji je ni neprimjećuje. Kako bi se dokazala Hariju kao prava dama, prijavljuje se za reality show Prava žena, ne govoreći to nitkome.
Glavna u programu je starica Ruža Bauer (Elizabeta Kukić). Ruža teoriju o muškarcima drži u malome prstu, iza sebe ima pet brakova i s natjecateljicama iz reality-a živi u svojoj vili zvanoj Ružičnjak.
U programu se pojavljuju i tri mentorice: Sanda (Nela Kocsis), Danijela (Marijana Mikulić) i Patricija (Ana Vilenica), koje rade s djevojkama na zadacima i ocjenjuju njihov rad. Međutim, svaka od ovih žena krije tajne svog privatnog života. Sanda je urednica magazina Estrada i njezin brak s primarijusom Gagrom je pred raspadom. Danijela je pjevačka zvijezda Balkana, pravi se bezosjećajnom i beskrupuloznom, međutim to je njezina sušta suprotnost. Zapravo vapi za ljubavlju. Patricija je bivša klizačica, manekenka i voditeljica. Udajom za patrijarhalnog, dominantnog i pomalo nasilnog nogometaša, točnije kriminalca Zorana, zapostavlja svoju karijeru. Nakon duži niz godina u nesretnom braku moli Ružu da joj pomogne vratiti se na estradu. Pritom ostavlja Zorana, s čim se ovaj ne može pomiriti. Međutim, saznaje da je trudna. Sve se mjenja kad upoznaje Majinog trenera hokeja Aljošu (Amar Bukvić).
Nikola za Majino učešće u programu saznaje tek kada je ugleda na televiziji. Kako bi je spriječio da napravi životnu grešku, zapošljava se kod prijatelja Slavena (Petar Ćiritović), čija ketering tvrtka radi za Pravu ženu. Sa Slavenom i Nikolom također radi i Majin najbolji prijatelj Mišo (Martino Antunović), koji ne zna kako da joj kaže da je zaljubljen u nju.
Producentica rijalitija je mlada i lijepa Nataša (Nataša Janjić). Natašin život je monoton, posvećena je brizi o bolesnom bratu Vedranu (Nikola Kerkez). Iza ljušture predane poslovne osobe krije se djevojka koja vapi za ljubavlju. Producent je također i zlobni Maks (Aleksandar Cvjetković), koji ne može priznati kako nije alfa i omega produkcije i kako mu je Nataša nadređena. Tu su i Natašina prijateljica, garderoberka Lidija (Jasna Bilušić) i Natašina asistentica Karla (Ana Vučak).
Maja u Ružičnjaku upoznaje druge natjecateljice. Valentina (Lucija Kajić) je lijepa i zlobna, voli manipulirati ljudima. Krije kako je maloljetna (sve natjecateljice moraju imati bar 19 godina). Njezina majka ju je uz Maksovu pomoć ugurala u rijaliti i ugovorila Valentininu pobjedu. Valentinine podanice su Iva (Ana Marija Žužul) i Iva (Nika Levak). Tu su i Barbara (Lara Živolić), debela djevojka koju Valentina i Ive omalovažavaju i Eden (Tamara Puizina), djevojka sa sela tkoju niko ne razumije.
Nikola s Ružom ugovara da Maja izgubi. Međutim, lukava Ruža traži 1000 ludosti od Nikole, koje on mora ispuniti. Nikola i Nataša polako ulaze u ljubavnu vezu, no smeta im voditelj programa, Davor (Petar Strugar) jer se Nataša ne može odlučiti između Davora i Nikole. Za to vrijeme, Davor izlazi s Valentinom, što je protiv pravila. Kasnije, još jedna prepreka između Nikole i Nataše je Danijela, koja želi Nikolu za sebe. Ruža se ponovo susreće sa starom ljubavi Franjom (Pero Juričić). Novu dimenziju priča dobiva kada Danijela i Sanda slučajno pregaze Davora i zataškavaju ubojstvo.

## Glumačka postava

### Glavna glumačka postava
| Glumac/ica            | Lik                     |
| --------------------- | ----------------------- |
| Filip Juričić         | Nikola Bogdan           |
| Nataša Janjić         | Nataša Kovač            |
| Kristina Jovanović    | Maja Bogdan             |
| Marijana Mikulić      | Danijela Erceg          |
| Ana Vilenica          | Patricija Gotovac Tomić |
| Elizabeta Kukić       | Ruža Bauer              |
| Martino Antunović     | Mišo Majdak             |
| Lucija Kajić          | Valentina Gelo          |
| Amar Bukvić           | Aljoša Marić            |
| Lara Živolić          | Barbara                 |
| Nela Kocsis           | Sanda Gagro             |
| Tamara Puizina        | Eden Prgomet            |
| Jasna Bilušić         | Lidija Antić            |
| Ana Vučak             | Karla Nola              |
| Petar Ćiritović       | Slaven Bosnar           |
| Aleksandar Cvjetković | Maks Opasić             |
| Pero Juričić          | Franjo Bužan †          |
| Ornela Vištica        | Silva Supe              |
| Iva Mihalić           | Aleksandra Bogdan       |
| Petar Strugar         | Davor Matić †           |
| Nikola Kerkez         | Vedran Kovač            |
| Srđana Šimunović      | Olga Bužan              |
| Andrej Dojkić         | Igor Vukić              |
| Domagoj Janković      | Hari Baban              |
| Ana Marija Žužul      | Iva                     |
| Nika Levak            | Iva                     |

## Emitiranje
| Zemlja              | TV mreža       | Premijera serije | Kraj serije      |
| ------------------- | -------------- | ---------------- | ---------------- |
| Hrvatska            | RTL Televizija | 4. rujna 2016.   | 2. ožujka 2017.  |
| Bosna i Hercegovina | Hayat TV ATV   | rujan 2016.      | 27. ožujka 2017. |

## Vanjske poveznice
- Prava žena u internetskoj bazi filmova IMDb-a